# Pyrausta louvinia
Pyrausta louvinia is een vlinder van de familie van de grasmotten (Crambidae). De wetenschappelijke naam van deze soort is voor het eerst voorgesteld door John Frederick Gates Clarke in een publicatie uit 1965.
De soort komt voor op de Juan Fernández-archipel.